# 携帯電話依存症

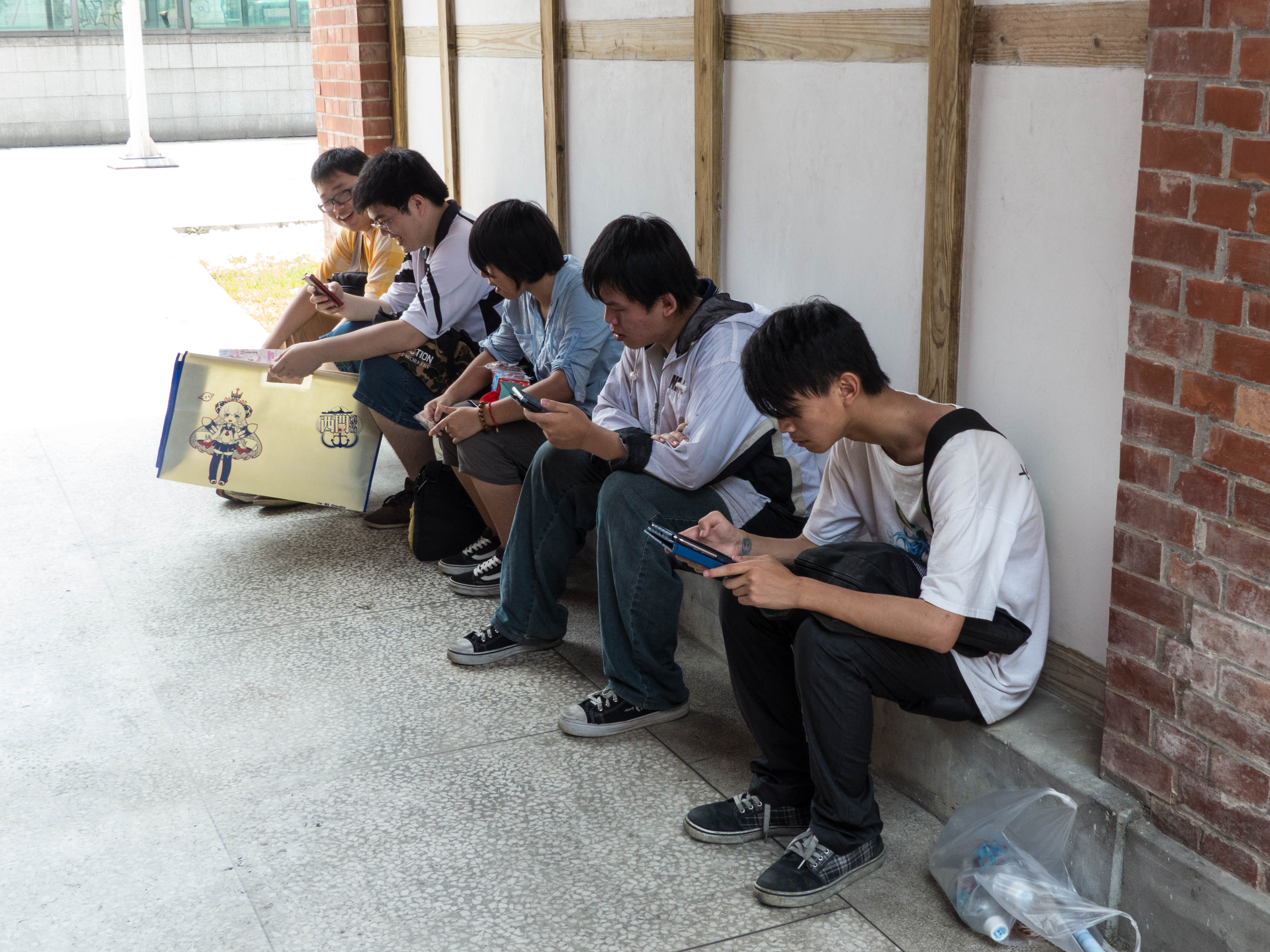
携帯電話を使用している人々

携帯電話依存症（けいたいでんわいそんしょう）は、携帯電話・PHS・スマートフォンといった個人向けの通信機器が提供するサービスに没頭、日常生活に支障をきたすほどになっている状態を示す俗語である。携帯中毒（けいたいちゅうどく）とも。
関連語には携帯電話（メール機能を含む）で四六時中誰かしかとコミュニケーションを取りたがる女子学生を指した言葉としてツナガール（「繋がる」と少女を意味する「ガール」のかばん語）があるが、同名でハブ（接続機器）の商品名や携帯電話会社のキャッチフレーズも存在する。
携帯電話が手元にないことによる不安を造語でNomophobia(ノモフォビア)と呼ぶ。
日本では推計で421万人がスマートフォン（スマホ）依存であるとする2013年の調査がある。

## 症状
症状としては
携帯電話が手元に無かったり、なんらかの理由（圏外になった、入浴中である、バッテリーが切れた、充電中である、など）によって携帯電話が使用できない状態になると精神的に不安定になったりパニックになったりするというものである。携帯電話を入手してすぐの段階でよくみられ、依存度が高くなると携帯電話があるせいでだれかと連絡をとらなければならなくなって、連絡をとるために携帯電話が常に手元に必要になるといったような悪循環に陥ってしまう。
携帯電話の依存症による悪影響として、学生の場合、携帯電話に熱中するあまり学習時間の確保が難しくなり、成績が悪化するなどの弊害が起こる可能性が挙げられる。さらに、夜中にもメールの返信に追われるため睡眠時間が減って生活習慣が崩れたり、携帯電話を介した同調圧力への適応による精神的ストレスによって抑うつ傾向に陥る危険性も指摘されている。
若年世代では友達から携帯電話によるメールが届いたらなるべく早くその返事のメールをしなければならないという暗黙のマナー（「即レス」）が存在するため、（自分は携帯電話が使用できる状態にあったとしても）自分が送ったメールの返信が来ないまま途切れてしまったときに不安になったり、必要以上に頻繁に新着メールの問い合わせをしてしまったりすることがある（メール依存症も参照）。このような背景には、メールの交換によって情報伝達ではなく他者と接続すること自体が志向されている（社会学者の北田暁大がいうつながりの社会性）という傾向がある。

## 調査・考察など
同語に関しては依存症とはいっても精神医学分野で明確な研究は特に行われていない模様で、日本国内では主に俗語と認識されているが、一方で2007年2月14日付の「YONHAP NEWS（日本語版）」によれば韓国では2006年に行われたインターネット依存症調査にて、青少年の10人に1人が携帯電話の利用に自ら依存状態にあると回答しているという。同国情報通信部が全国3500人を対象としたアンケート調査によるものだが、成人で4.1％が「依存症だ」と答えたのに比べると、青少年層の依存率が高いという。
日本での中学生を対象としたアンケート調査によれば、「携帯電話がないと落ち着かない」「夜寝る時も気になって携帯電話の電源が切れない」といった質問に対する肯定的な回答は男子よりも女子のほうが高く、ジェンダーによるバイアスが存在することが考えられる。社会学者の鈴木謙介が独自に行った聞き取り調査によれば、男性ではリーダーシップを発揮するコミュニカティブなタイプの人にケータイ依存の傾向が見られるのに対し、女性では友人関係自体に依存しがちで決断力の無い人がケータイ依存になりやすいのだという。
社会学者の土井隆義によると、人間関係から隔離されることは周囲に不快感を与える存在としていじめの対象となる危険性を増大させるものであり、携帯電話が圏外になるとパニックになる人がいるという現象は、いじめの場がリアルな空間からバーチャルな空間に移行している事実を裏付けるものともいえるという。
日本において携帯電話は多機能化に伴い、単に他者と通話・メールなどを通じてネットワークを形成する手段としてだけでなく、利用者のニーズに合わせて高度にカスタマイズして使用されている。例えばクレジットカード・定期券のように（電子マネー）、カメラのように（カメラ機能）、テレビのように（ワンセグ機能）、携帯電話を利用することができる。そのため、紛失・故障といった何らかの原因によって携帯電話が使用できない状況とは、単純に（通話・メールなどを通じて）他者と接続することが不可能になるという「孤独」の問題だけではなく、携帯電話によって擬似的に獲得していた様々な能力を一時的に喪失してしまうという「苦痛」をも意味しているといえる。